# طفلة (فلم 2024)
طفلة (الإنجليزية: Babygirl) هو فيلم جريمة، وفيلم غموض، وفيلم إثارة، وفيلم إثارة مثيرة ‏، وفيلم إثارة نفسية ‏، وإثارة جنسية ‏ صَدَرَ في 30 أغسطس 2024، في مهرجان البندقية السينمائي. الفيلم تولّت ادس سيرفيس ‏، وجمعية التوزيع الجديدة ‏، وإيه 24 توزيعه، وهو من إخراج هالينا ريين الذي تولّى كتابة السيناريو أيضًا.

## طاقم التمثيل
- نيكول كيدمان، بدور رومي ماتيس ‏
- جون سيناتيمبو  [لغات أخرى]‏
- ليزلي سيلفا
- أنوب ديساي
- فيكتور سليزاك  [لغات أخرى]‏
- استير ماكجريجور  [لغات أخرى]‏
- صوفي وايلد  [لغات أخرى]‏
- أنتونيو بانديراس
- هاريس ديكنسون
- ماكسويل ويتينغتون كوبر ‏

## الاستقبال

### الميزانية والإيرادات
بلغت ميزانيّة الفيلم 20,000,000 دولار أمريكي، بينما بلغت إيراداته 36,900,000 دولار أمريكي.

### الجوائز والترشيحات
الجوائز
- كأس فولبي لأفضل ممثلة  [لغات أخرى]‏.[8]

الترشيحات
- جائزة غولدن غلوب لأفضل ممثلة - فيلم دراما2025[8]

## وصلات خارجية
- مقالات تستعمل روابط فنية بلا صلة مع ويكي بيانات